# H.245
H.245 ist eine ITU-T-Empfehlung und beschreibt das Kontrollprotokoll für die Multimedia-Kommunikation innerhalb der H.323-Protokollfamilie.
In H.245 ist beschrieben, wie Endgerätenachrichten aufgebaut sind und welche Bedeutung diese haben. Weiterhin werden die Verfahren beschrieben, wie die Nachrichten zu Beginn oder während der Kommunikation zu verwenden sind. Die Nachrichten umfassen u. a. Empfangs- und Sendefunktionen und bevorzugte Verfahren des Empfängerendgeräts. Es werden Signalisierungsverfahren festgelegt, um eine zuverlässige Audio-, Video- und Datenkommunikation zu gewährleisten.

## Funktionen
In H.245 sind folgende Hauptfunktionen vorgesehen:
- Master Slave Determination: Hilft bei der Schlichtung potentieller Kollisionssituationen während verschiedener Aushandlungsphasen.
- Terminal Capability Exchange: Erlaubt jedem H.323-Terminal seine Audio-/Video Fähigkeiten, Audio und Video Codecs zur anderen Kommunikationspartei zu kommunizieren.
- Logical Channel Signalling: Signalisierung logischer Kanäle. Bietet die Mittel an, um logische Kanäle zu öffnen, zu kontrollieren und zu schließen. Im Kontext der IP-Telefonie ist der wichtigste Zweck eines logischen Kanals die Aushandlung des Audiostromes, d. h. bestimmen welche Codecs verwendet werden, zu welchem UDP-Port ein Medienstrom gesendet werden soll und andere Parameter.

Ein Nachteil innerhalb der ersten Version von H.323 war die Notwendigkeit eines Vier-Wege-Protokoll-Handshakes, um einen logischen Kanal einer Telefoniesitzung zu eröffnen. Spätere H.323-Versionen führten die Fast-Connect-Prozedur unter Benutzung des fastStart-Elementes einer H.225.0-Nachricht ein. In der Empfehlung H.460.6 Extended Fast Connect feature wird ein Verfahren definiert, das ohne Handshake zwischen den Endgeräten arbeitet.
H.245 bietet die Möglichkeit, innerhalb von H.225-Rufsignalisierungsnachrichten getunnelt zu werden. Dieses Verfahren erleichtert das Durchdringen von Firewalls.